# Marie Bilders-van Bosse
Maria Philippina (Marie) Bilders-van Bosse (Amsterdam, 21 februari 1837 – Wiesbaden, 11 juli 1900) was een Nederlandse schilderes.

## Leven en werk
Van Bosse was een dochter van Pieter Philip van Bosse (1809-1879) en van Maria Johanna Reynvaan (1809-1864). Haar vader was advocaat en ruim twintig jaar minister van Financiën. Door zijn werkzaamheden bij het ministerie verhuisde het gezin naar 's-Gravenhage. Van Bosse was een nicht van de kunstenares Sara Stracké-van Bosse  en de tante van de feminist en vredesactivist Christine Bakker-van Bosse.
Van Bosse gaf op haar achttiende aan dat ze schilderes wilde worden, ongewoon voor een vrouw van die tijd. Ze kreeg les van de schilders Hendrikus van de Sande Bakhuyzen en Johannes Bosboom, de laatste stimuleerde haar om haar werk te exposeren. Vanaf 1875 kreeg ze les van Johannes Warnardus Bilders (1811-1890). Zij trouwden in 1880, met onder anderen Bosboom en Hendrik Willem Mesdag als getuigen. Het echtpaar vestigde zich in Oosterbeek. Na het overlijden van haar man keerde ze terug naar Den Haag. 
Van Bosse legde zich toe op landschapsschilderkunst. Ze werd in 1878 lid van de Hollandsche Teekenmaatschappij en sloot zich een jaar later aan bij de Pulchri Studio. Ze exposeerde onder meer bij diverse tentoonstellingen van Levende Meesters (vanaf 1873), de Parijse salon (1880) en de Nationale Tentoonstelling van Vrouwenarbeid 1898. Ze kreeg een bronzen medaille op de wereldtentoonstelling van 1889 en een eervolle vermelding op de wereldtentoonstelling van 1900, beide in Parijs. Ze hield haar prijzen laag, om beter te kunnen verkopen. Dat leidde tot protest van andere Haagse schilders. Het werk van Van Bosse is onder meer opgenomen in de collecties van het Rijksmuseum Amsterdam, Museum Boijmans Van Beuningen, Teylers Museum, Frans Hals Museum, Groninger Museum en het Stedelijk Museum Amsterdam.
Vanwege een rugaandoening kuurde Van Bosse geregeld in Duitsland. Ze overleed in 1900 op 63-jarige leeftijd in een kuuroord in Wiesbaden en werd begraven bij haar man in Oosterbeek.

## Enkele werken
- ca. 1855: Wandelaar in de sneeuw bij de rand van een bos, aquarel en zwart krijt op papier, collectie Rijksmuseum Amsterdam
- 1855-1900 Korenschoven, tekening
- 1875-1895: Bosgezicht bij Wolfheze, aquarel op papier, collectie Museum Veluwezoom
- 1880-1900: Eikenlaan in de nazomer, olieverf op canvas, collectie Rijksmuseum Amsterdam
- 1880-1895: Laan met bomen en kleine figuur, aquarel op papier
- Boswachterswoning bij Doorwerth, houtskooltekening, collectie Frans Hals Museum
- Landschap bij kasteel Doorwerth, olieverf, collectie Museum Veluwezoom
- Zonsondergang bij de Wodanseiken, olieverf op doek, collectie Museum Veluwezoom

## Afbeeldingen

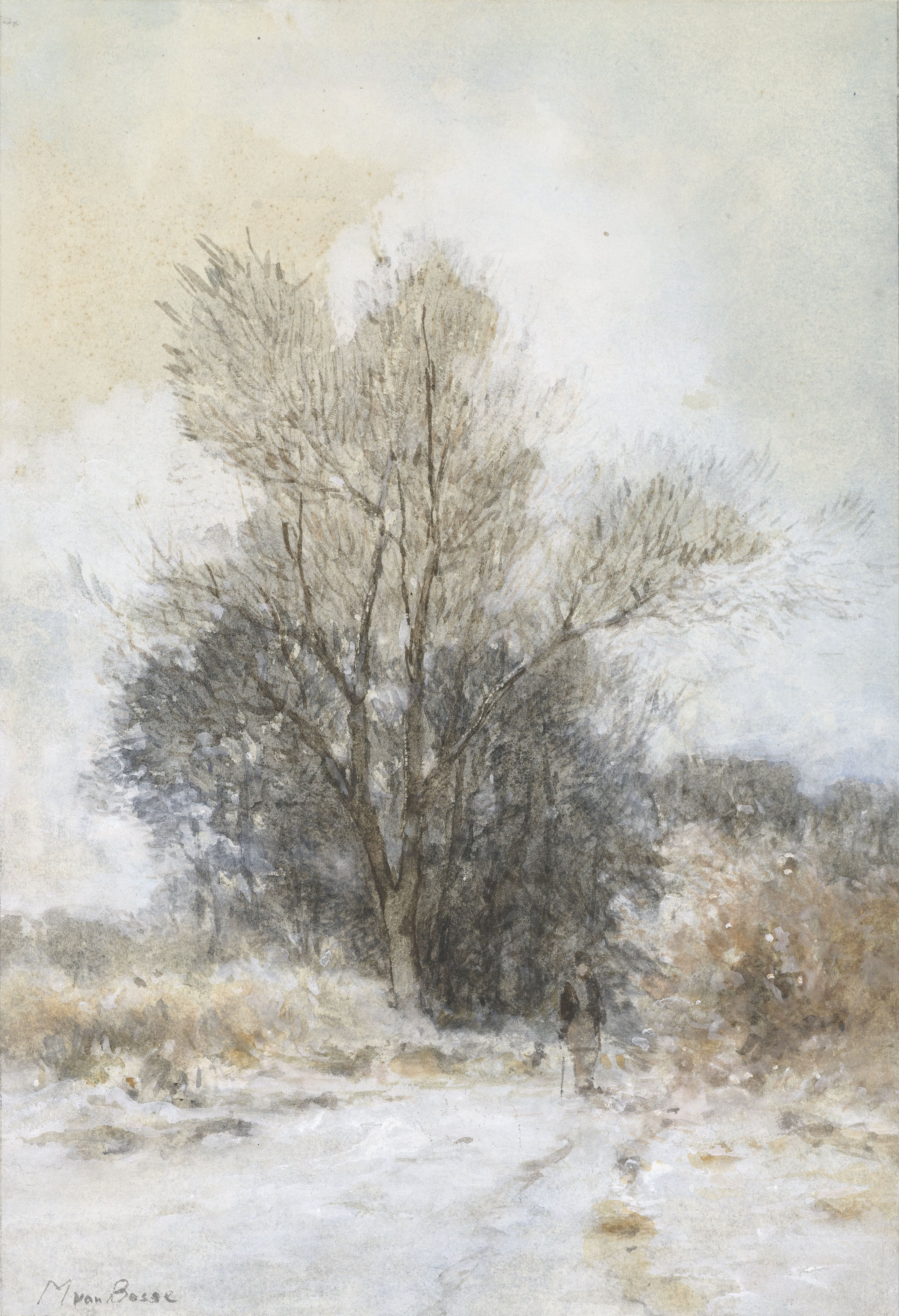
Wandelaar in de sneeuw bij de rand van een bos
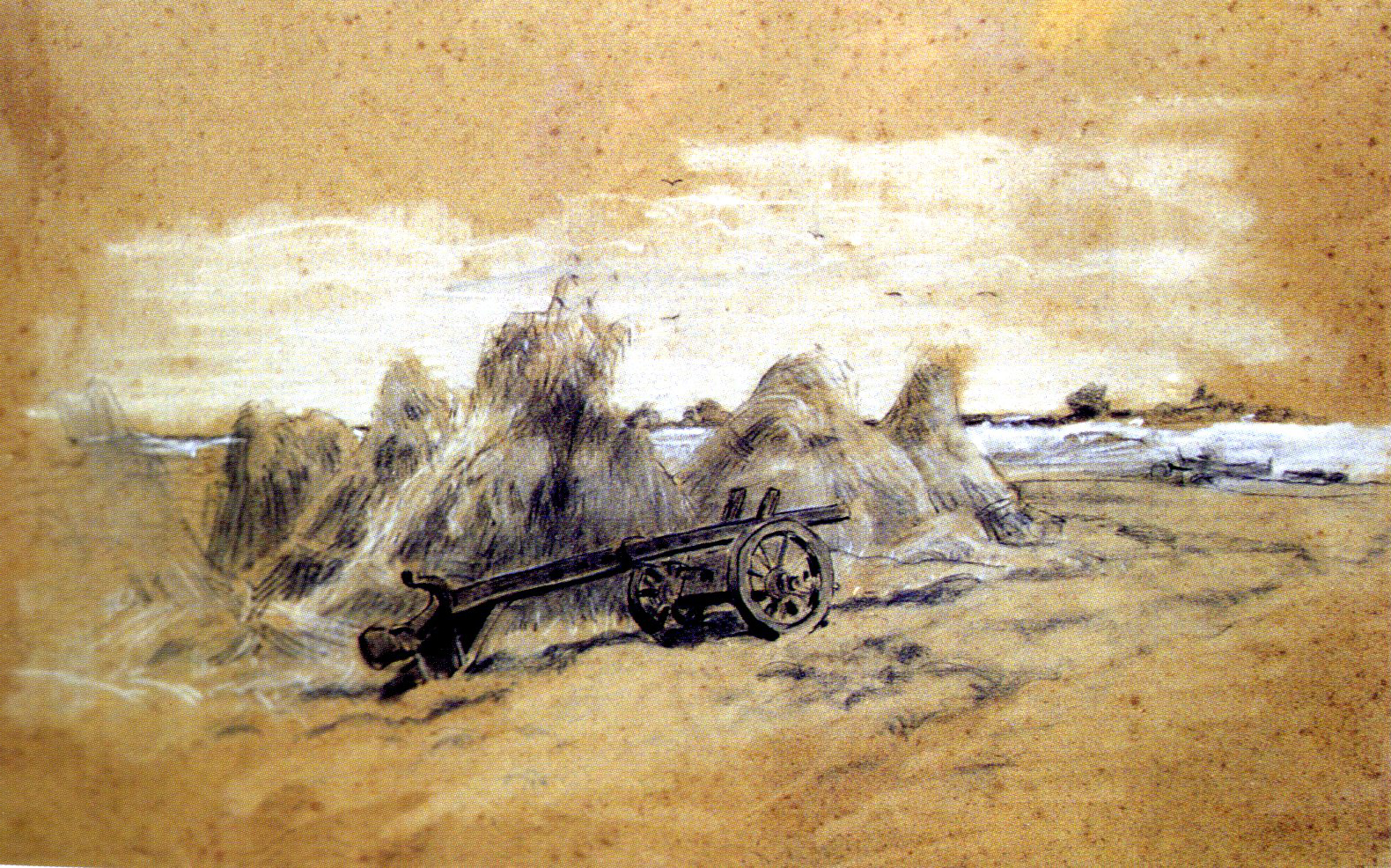
Korenschoven
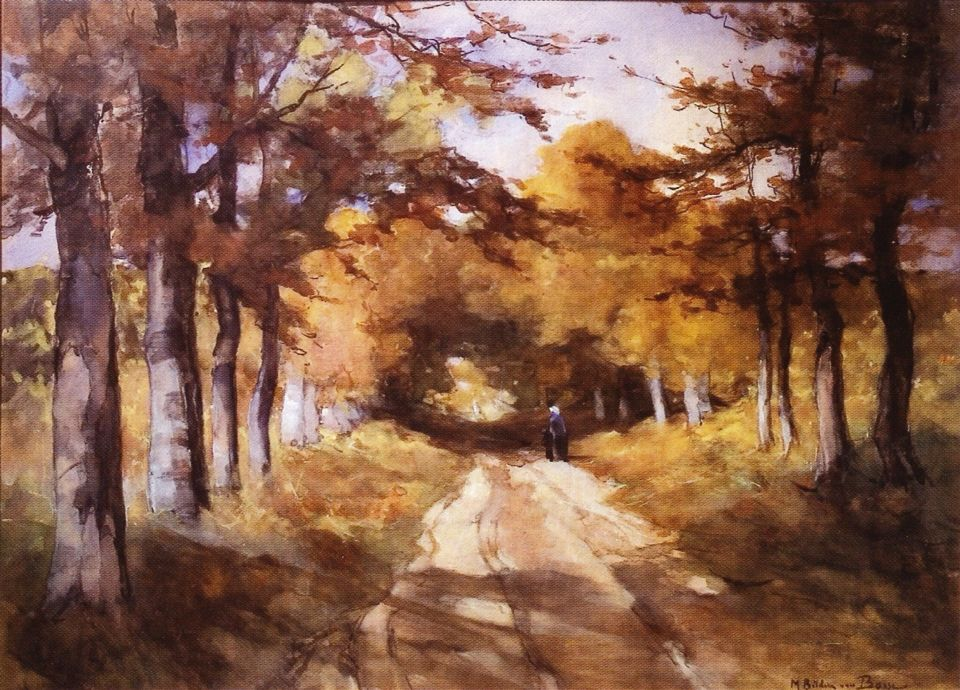
Laan met bomen en kleine figuur
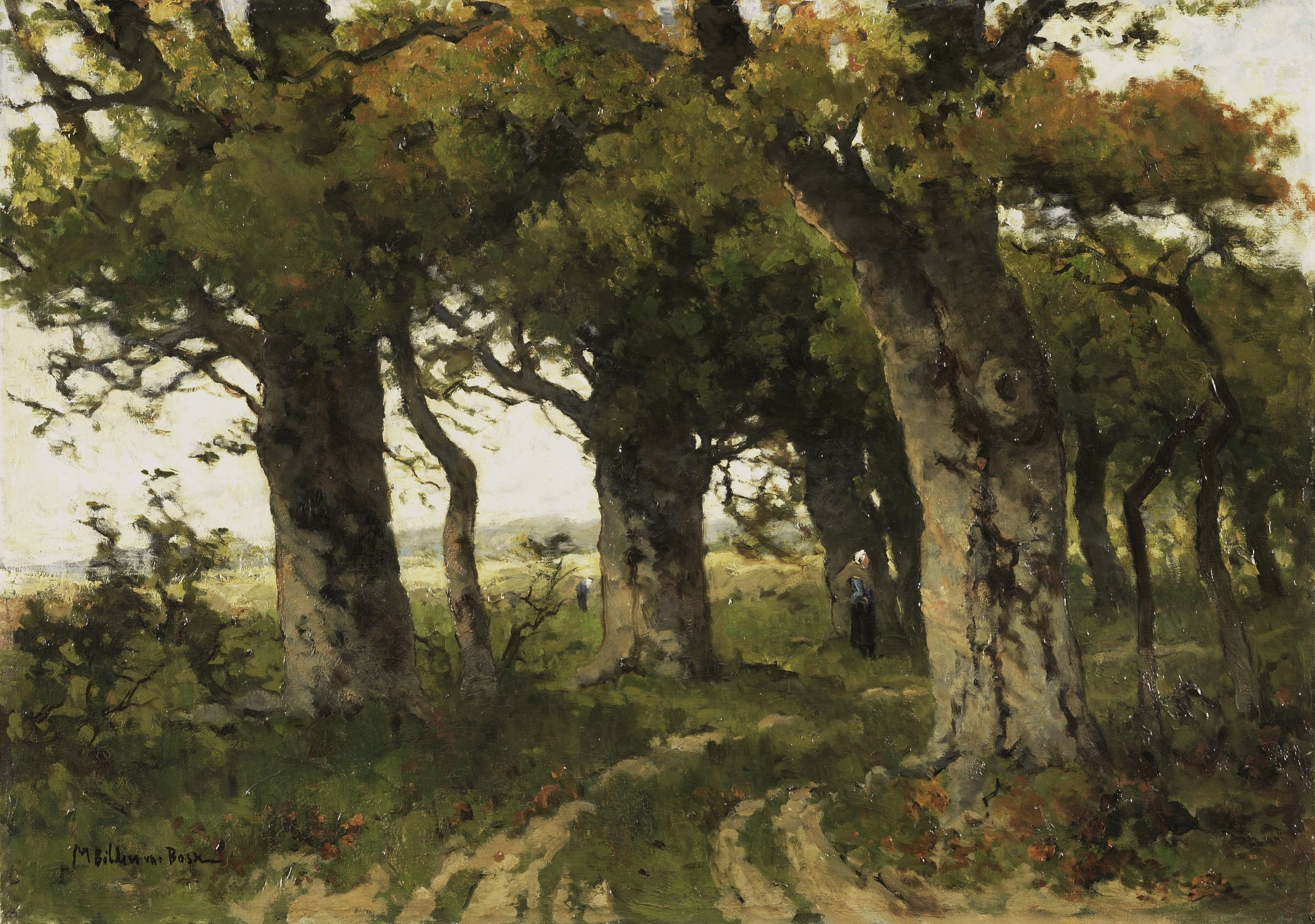
Eikenlaan in de nazomer
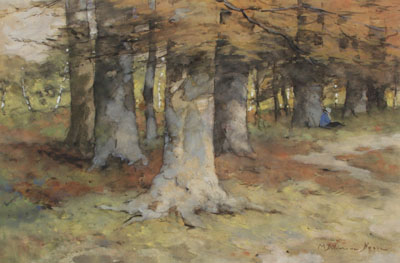
Boszicht bij Wolfheze
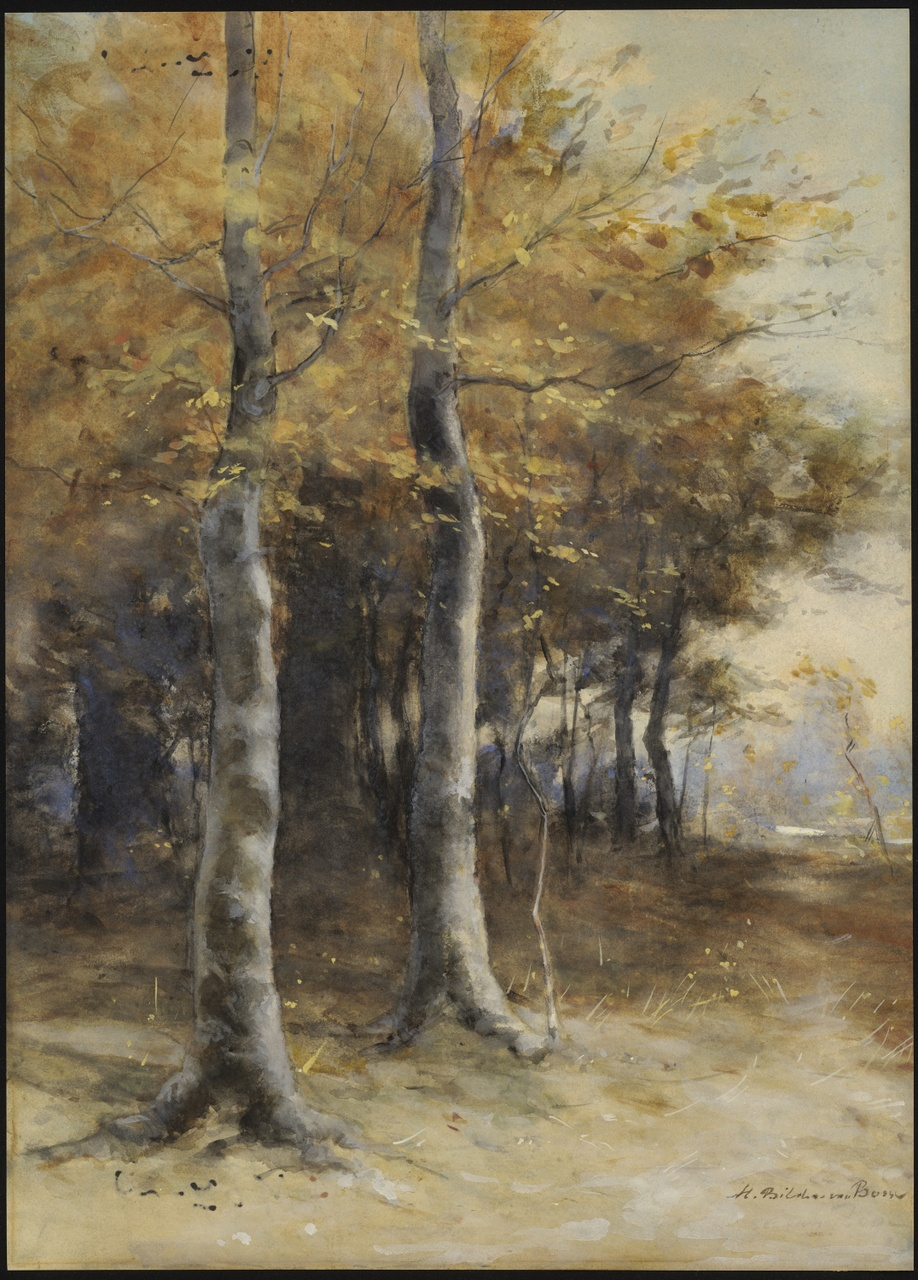
Berkenbos
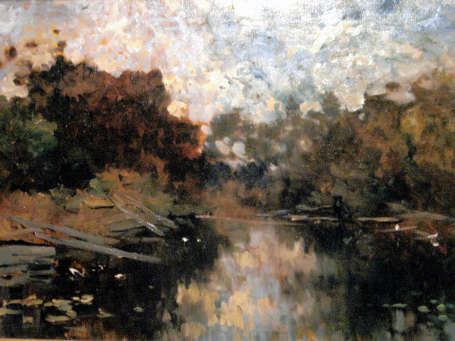
Het Balkengat
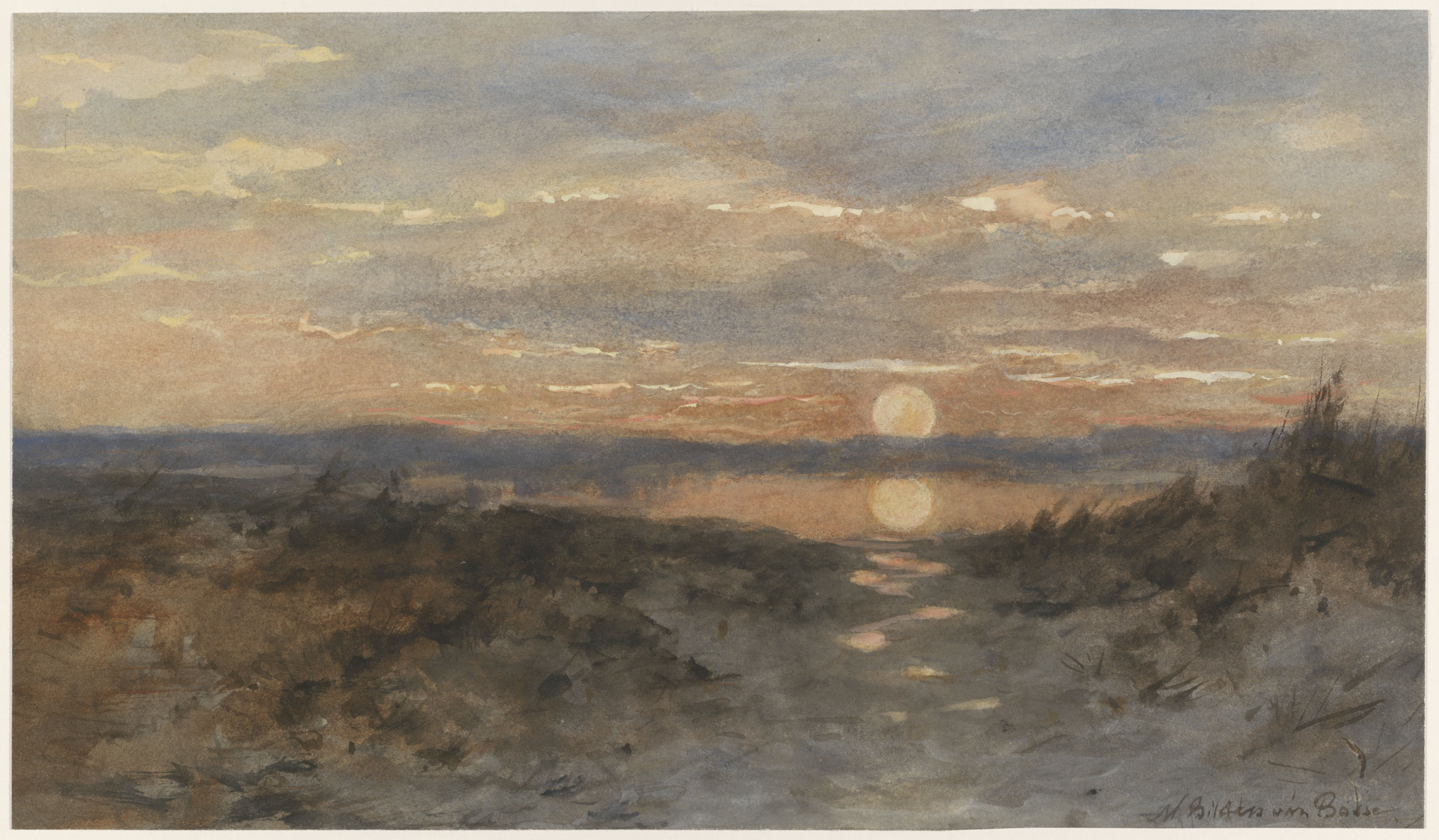
Landschap met zonsondergang
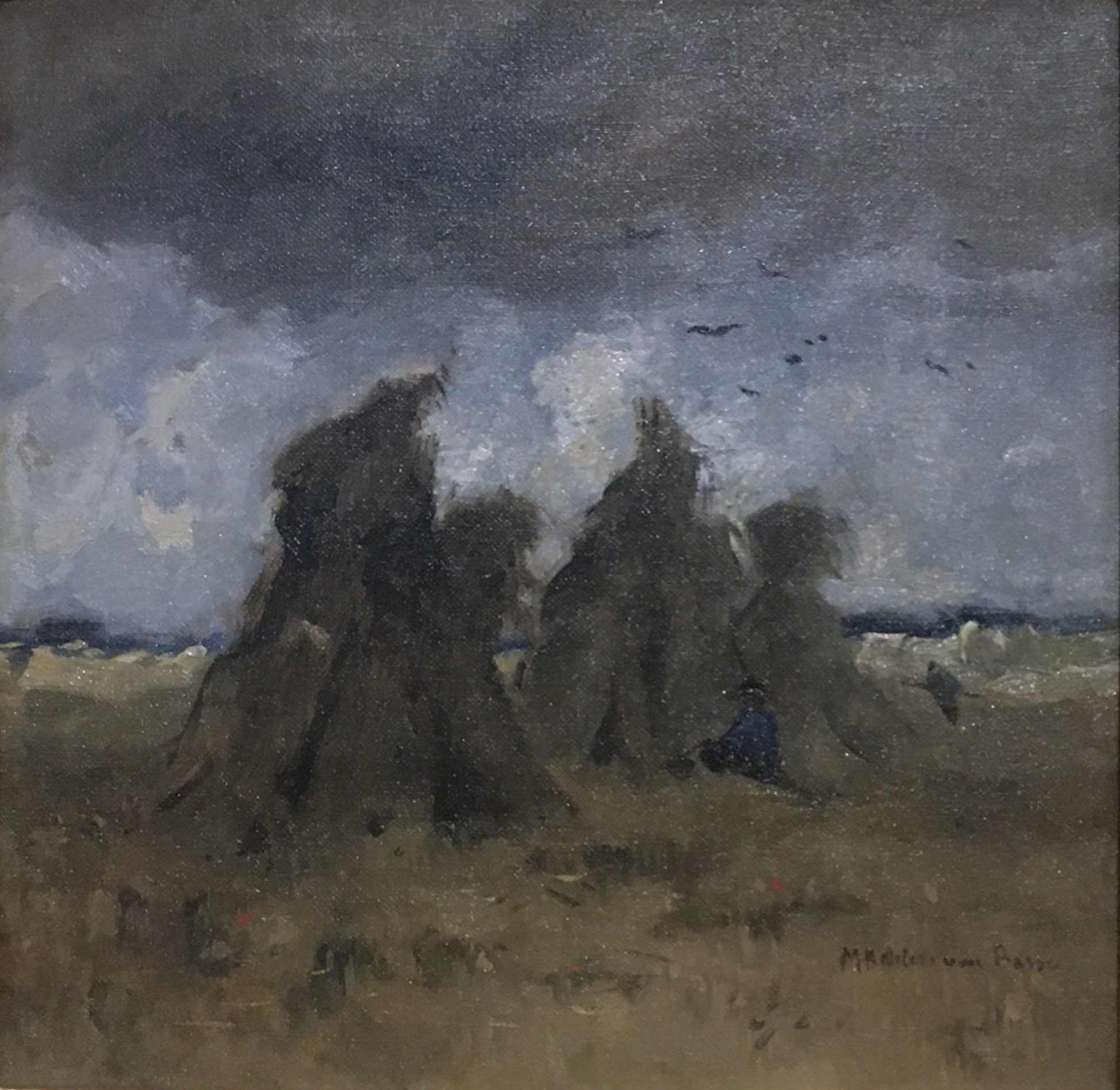
Korenschoven